# Ranunculus oreophilus
Ranunculus oreophilus är en ranunkelväxtart som beskrevs av Friedrich August Marschall von Bieberstein. Ranunculus oreophilus ingår i släktet ranunkler, och familjen ranunkelväxter. Inga underarter finns listade i Catalogue of Life.

## Bildgalleri

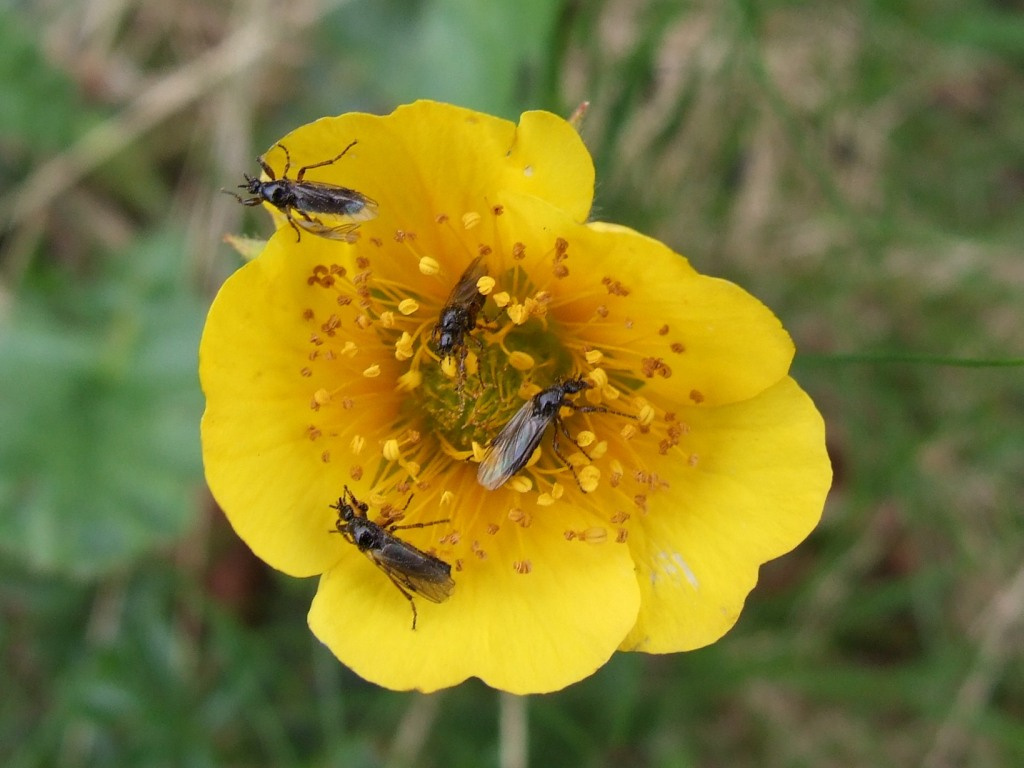
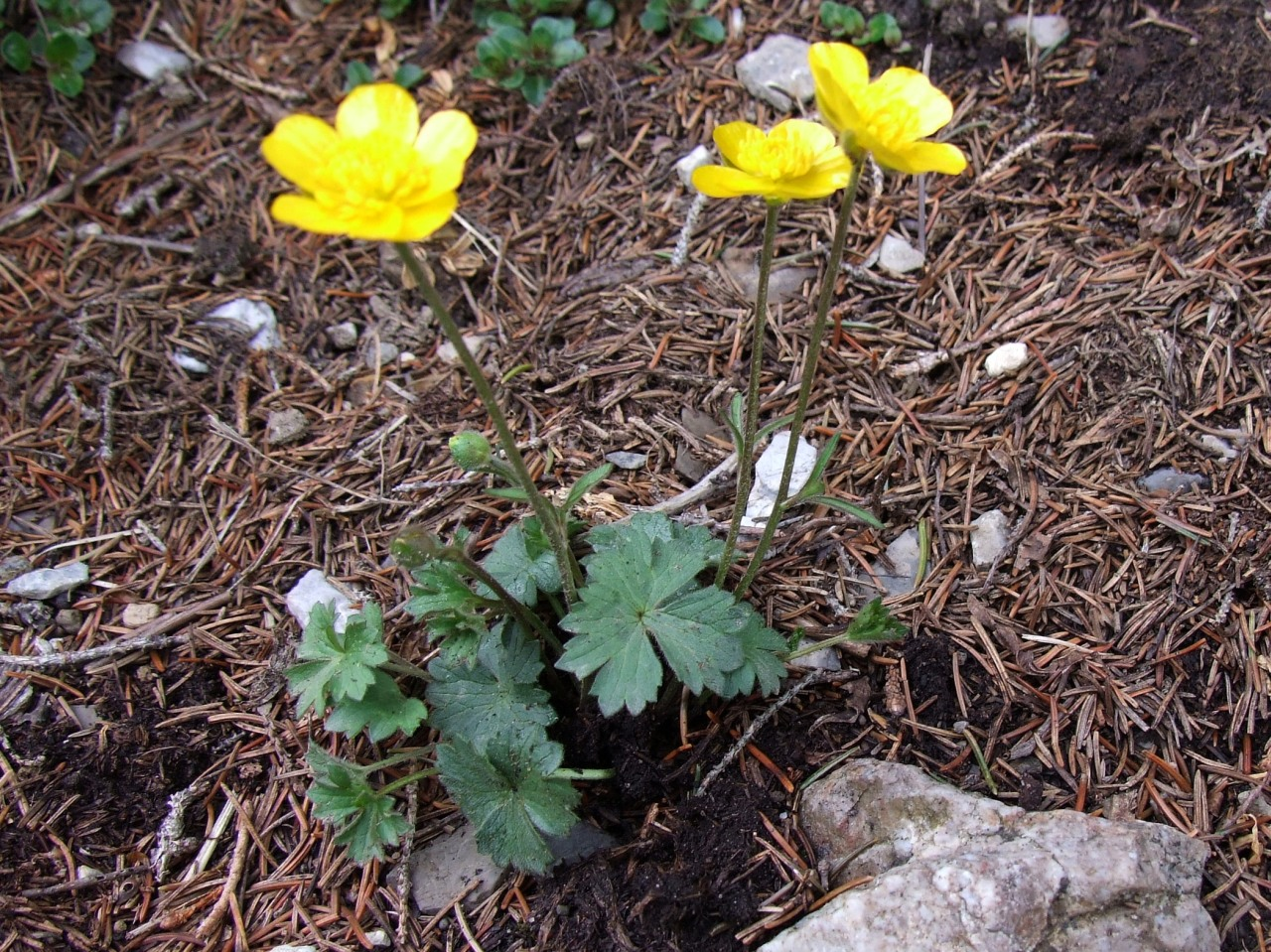